# Sublime Mix
Sublime Mix es un álbum de Jean Michel Jarre, publicado en 2006 como una edición promocional especial limitada para Jaguar, Francia. El álbum contiene una mezcla continúa de seis músicas extraídos de Geometry of Love y Live Printemps De Bourges 2002. Este álbum fue entregado gratis a los posibles clientes de Jaguar en 2006 para promover el lanzamiento del Jaguar XK modelo 2007. El álbum también se encuentra disponible en internet por medio de descarga digital.

## Lista de temas
| Sublime Mix |                             |          |  |
| N.º         | Título                      | Duración |  |
| 1.          | «Pleasure Principle»        | 5:48     |  |
| 2.          | «Velvet Road»               | 5:48     |  |
| 3.          | «Geometry Of Love (Part 1)» | 3:38     |  |
| 4.          | «Soul Intrusion»            | 2:04     |  |
| 5.          | «Geometry Of Love (Part 2)» | 3:54     |  |
| 6.          | «Alive In Bourges»          | 20:41    |  |
| 41:53       |                             |          |  |

- Datos: Q2282547